# Administration territoriale du Centre-du-Québec
Le palier supra-local de l'administration territoriale de la région du Centre-du-Québec est constitué de 5 municipalités régionales de comté (MRC).
Le palier local est constitué de 79 municipalités locales et 2 réserves indiennes pour un total de 81 municipalités. Il n'y a pas de territoire non organisé dans le Centre-du-Québec.

## Palier supra-local
| MRC             | Chef-lieu     | Population 2021 | Superficie terrestre km2 | Densité hab./km2 |
| --------------- | ------------- | --------------- | ------------------------ | ---------------- |
| Arthabaska      | Victoriaville | 74 348          | 1 910,6                  | 38,91            |
| Bécancour       | Bécancour     | 20 748          | 1 231,3                  | 16,85            |
| Drummond        | Drummondville | 107 967         | 1 600,26                 | 67,47            |
| L'Érable        | Plessisville  | 23 534          | 1 287,86                 | 18,27            |
| Nicolet-Yamaska | Nicolet       | 23 848          | 1 007,09                 | 23,68            |
| Région          | Région        | 250 445         | 6 928,78                 | 36,15            |

Il existe une Table des MRC où chaque MRC est représentée par trois représentants. La table est un lieu de convergence et de concertation pour le développement de la région sur plans de l'économie, le tourisme, l'économie sociale, l'éducation ou la santé. Elle est responsable du Fonds d'appui au rayonnement des régions, financé par le gouvernement du Québec.
La Table sélectionne les projets à financer selon divers enjeux, dont l'attraction de travailleurs, valoriser le milieu agricole, assurer des services de proximité et développer la notoriété du Centre-du-Québec,.

## Palier local

### Municipalités locales
| Nom                            | Désignation              | Superficie km² | Population 2021 | MRC             | Code géographique |
| ------------------------------ | ------------------------ | -------------- | --------------- | --------------- | ----------------- |
| Aston-Jonction                 | Municipalité             | 26,22          | 441             | Nicolet-Yamaska | 2450013           |
| Baie-du-Febvre                 | Municipalité             | 173,2          | 961             | Nicolet-Yamaska | 2450100           |
| Bécancour                      | Ville                    | 494,6          | 13 561          | Bécancour       | 2438010           |
| Chesterville                   | Municipalité             | 116,69         | 877             | Arthabaska      | 2439030           |
| Daveluyville                   | Ville                    | 62,7           | 2 360           | Arthabaska      | 2439152           |
| Deschaillons-sur-Saint-Laurent | Municipalité             | 36,59          | 906             | Bécancour       | 2438070           |
| Drummondville                  | Ville                    | 260,1          | 79 258          | Drummond        | 2449058           |
| Durham-Sud                     | Municipalité             | 92,7           | 1 051           | Drummond        | 2449015           |
| Fortierville                   | Municipalité             | 44,4           | 660             | Bécancour       | 2438047           |
| Grand-Saint-Esprit             | Municipalité             | 27,2           | 488             | Nicolet-Yamaska | 2450065           |
| Ham-Nord                       | Municipalité de canton   | 103,5          | 857             | Arthabaska      | 2439010           |
| Inverness                      | Municipalité             | 178,2          | 910             | L'Érable        | 2432058           |
| Kingsey Falls                  | Ville                    | 70,5           | 2 002           | Arthabaska      | 2439097           |
| L'Avenir                       | Municipalité             | 99,1           | 1 350           | Drummond        | 2449025           |
| Laurierville                   | Municipalité             | 108,8          | 1 313           | L'Érable        | 2432072           |
| La Visitation-de-Yamaska       | Municipalité             | 43,5           | 295             | Nicolet-Yamaska | 2450085           |
| Lefebvre                       | Municipalité             | 66,2           | 925             | Drummond        | 2449020           |
| Lemieux                        | Municipalité             | 74,2           | 292             | Bécancour       | 2438020           |
| Lyster                         | Municipalité             | 167,8          | 1 587           | L'Érable        | 2432065           |
| Maddington Falls               | Municipalité             | 24,3           | 428             | Arthabaska      | 2439165           |
| Manseau                        | Municipalité             | 107,3          | 807             | Bécancour       | 2438028           |
| Nicolet                        | Ville                    | 129,2          | 8 620           | Nicolet-Yamaska | 2450072           |
| Notre-Dame-de-Ham              | Municipalité             | 32,9           | 414             | Arthabaska      | 2439015           |
| Notre-Dame-de-Lourdes          | Municipalité de paroisse | 83,5           | 787             | L'Érable        | 2432080           |
| Notre-Dame-du-Bon-Conseil      | Municipalité de paroisse | 87,9           | 885             | Drummond        | 2449080           |
| Notre-Dame-du-Bon-Conseil      | Municipalité de village  | 4,4            | 1 708           | Drummond        | 2449075           |
| Parisville                     | Municipalité de paroisse | 35,54          | 396             | Bécancour       | 2438055           |
| Pierreville                    | Municipalité             | 124,9          | 2 104           | Nicolet-Yamaska | 2450113           |
| Plessisville                   | Municipalité de paroisse | 141,3          | 2 655           | L'Érable        | 2432045           |
| Plessisville                   | Ville                    | 4,4            | 6 688           | L'Érable        | 2432040           |
| Princeville                    | Ville                    | 196,7          | 6 218           | L'Érable        | 2432033           |
| Saint-Albert                   | Municipalité             | 70,3           | 1 640           | Arthabaska      | 2439085           |
| Saint-Bonaventure              | Municipalité             | 81             | 1 066           | Drummond        | 2449125           |
| Saint-Célestin                 | Municipalité             | 77,7           | 594             | Nicolet-Yamaska | 2450035           |
| Saint-Célestin                 | Municipalité de village  | 1,41           | 892             | Nicolet-Yamaska | 2450030           |
| Saint-Christophe-d'Arthabaska  | Municipalité de paroisse | 69,2           | 3 111           | Arthabaska      | 2439060           |
| Saint-Cyrille-de-Wendover      | Municipalité             | 110,4          | 4 920           | Drummond        | 2449070           |
| Saint-Elphège                  | Municipalité de paroisse | 42,2           | 251             | Nicolet-Yamaska | 2450095           |
| Saint-Eugène                   | Municipalité             | 76,2           | 1 139           | Drummond        | 2449105           |
| Saint-Félix-de-Kingsey         | Municipalité             | 128            | 1 493           | Drummond        | 2449005           |
| Saint-Ferdinand                | Municipalité             | 142,7          | 2 007           | L'Érable        | 2432013           |
| Saint-François-du-Lac          | Municipalité             | 83,4           | 1 898           | Nicolet-Yamaska | 2450128           |
| Saint-Germain-de-Grantham      | Municipalité             | 87,46          | 4 922           | Drummond        | 2449048           |
| Saint-Guillaume                | Municipalité             | 88,3           | 1 491           | Drummond        | 2449113           |
| Saint-Léonard-d'Aston          | Municipalité             | 84,8           | 2 530           | Nicolet-Yamaska | 2450042           |
| Saint-Louis-de-Blandford       | Municipalité             | 107,2          | 1 076           | Arthabaska      | 2439170           |
| Saint-Lucien                   | Municipalité             | 114,1          | 1 801           | Drummond        | 2449030           |
| Saint-Majorique-de-Grantham    | Municipalité de paroisse | 58,8           | 1 384           | Drummond        | 2449095           |
| Saint-Norbert-d'Arthabaska     | Municipalité             | 102,7          | 1 247           | Arthabaska      | 2439043           |
| Saint-Pie-de-Guire             | Municipalité de paroisse | 52,6           | 446             | Drummond        | 2449130           |
| Saint-Pierre-Baptiste          | Municipalité de paroisse | 83,5           | 560             | L'Érable        | 2432050           |
| Saint-Pierre-les-Becquets      | Municipalité             | 65,1           | 1 183           | Bécancour       | 2438065           |
| Saint-Rémi-de-Tingwick         | Municipalité             | 73,8           | 446             | Arthabaska      | 2439020           |
| Saint-Rosaire                  | Municipalité de paroisse | 109,8          | 932             | Arthabaska      | 2439145           |
| Saint-Samuel                   | Municipalité             | 44,4           | 765             | Arthabaska      | 2439130           |
| Sainte-Marie-de-Blandford      | Municipalité             | 69,5           | 443             | Bécancour       | 2438015           |
| Saint-Sylvère                  | Municipalité             | 87             | 786             | Bécancour       | 2438005           |
| Saint-Valère                   | Municipalité             | 108,8          | 1 188           | Arthabaska      | 2439135           |
| Saint-Wenceslas                | Municipalité             | 79,7           | 1 167           | Nicolet-Yamaska | 2450023           |
| Saint-Zéphirin-de-Courval      | Municipalité de paroisse | 71,7           | 707             | Nicolet-Yamaska | 2450090           |
| Sainte-Brigitte-des-Saults     | Municipalité de paroisse | 72             | 737             | Drummond        | 2449085           |
| Sainte-Cécile-de-Lévrard       | Municipalité de paroisse | 32,2           | 349             | Bécancour       | 2438060           |
| Sainte-Clotilde-de-Horton      | Municipalité             | 117,1          | 1 563           | Arthabaska      | 2439117           |
| Sainte-Élizabeth-de-Warwick    | Municipalité             | 51,6           | 383             | Arthabaska      | 2439090           |
| Sainte-Eulalie                 | Municipalité             | 86             | 984             | Nicolet-Yamaska | 2450005           |
| Sainte‐Françoise               | Municipalité             | 87,3           | 383             | Bécancour       | 2438035           |
| Sainte-Hélène-de-Chester       | Municipalité             | 84,1           | 384             | Arthabaska      | 2439035           |
| Sainte-Monique                 | Municipalité             | 59,6           | 512             | Nicolet-Yamaska | 2450057           |
| Sainte-Perpétue                | Municipalité de paroisse | 71,7           | 916             | Nicolet-Yamaska | 2450050           |
| Sainte-Séraphine               | Municipalité de paroisse | 76,2           | 425             | Arthabaska      | 2439105           |
| Sainte-Sophie-d'Halifax        | Municipalité             | 92,3           | 595             | L'Érable        | 2432023           |
| Sainte-Sophie-de-Lévrard       | Municipalité de paroisse | 82,1           | 704             | Bécancour       | 2438040           |
| Saints-Martyrs-Canadiens       | Municipalité de paroisse | 117,7          | 277             | Arthabaska      | 2439005           |
| Tingwick                       | Municipalité             | 170,1          | 1 484           | Arthabaska      | 2439025           |
| Victoriaville                  | Ville                    | 86,2           | 47 760          | Arthabaska      | 2439062           |
| Villeroy                       | Municipalité             | 101,5          | 488             | L'Érable        | 2432085           |
| Warwick                        | Ville                    | 110,4          | 4 729           | Arthabaska      | 2439077           |
| Wickham                        | Municipalité             | 99,1           | 2 587           | Drummond        | 2449040           |
| Total                          |                          | 6 928,78       | 250 445         |                 |                   |

## Réserves indiennes
| Nom     | Superficie km² | Population 2021 | Division de recensement-Canada | Code géographique |
| ------- | -------------- | --------------- | ------------------------------ | ----------------- |
| Odanak  | 5,64           | 481             | Nicolet-Yamaska                | 2450802           |
| Wôlinak | 0,75           | 235             | Bécancour                      | 2438802           |